# Кайемиты
Кайемиты[уточнить] — группа островов расположенных в заливе Гонав возле юго-западного побережья Гаити. Площадь двух островов — Гранд-Кайемита и Птит-Кайемита — составляет 45 км². Птит-Кайемит находится несколько западнее бо́льшего острова — Гранд-Кайемита. Острова находятся примерно в 35 километрах восточнее города Жереми (административного центра департамента Гранд-Анс, куда входят оба острова).